# Danny Federici
Daniel Paul Federici, detto Danny (Flemington, 23 gennaio 1950 – New York, 17 aprile 2008), è stato un tastierista e organista statunitense.

## Biografia
Soprannominato The Phantom, era membro fondatore della E Street Band, il gruppo rock noto per aver collaborato a numerosi album e tour di Bruce Springsteen.
Durante la sua vita ha pubblicato tre album solisti: Flemington (1997) Sweet (2004) e Out of dream (2005). L'album Flemington è stato ripubblicato nel 2001 con il titolo Danny Federici.
Oltre che con Bruce Springsteen, Danny Federici ha partecipato ad innumerevoli dischi di altri musicisti.
Malato da tre anni di melanoma, il 17 aprile 2008 è morto, all'età di 58 anni, nel Memorial Sloan-Kettering Cancer Center di New York.
In occasione della sua morte, Bruce Springsteen e la E Street Band gli hanno dedicato l'album Working on a Dream, e in particolare la canzone The Last Carnival, tratta dallo stesso album.

## Discografia solista
- 1997 Flemington
- 2001 - Danny Federici
- 2004 Sweet
- 2005 - Out of a Dream

## Discografia con Bruce Springsteen
- The Wild, the Innocent & the E Street Shuffle (1973)
- Born to Run (1975)
- Darkness on the Edge of Town (1978)
- The River (1980)
- Born in the U.S.A. (1984)
- Live/1975-85 (1986)
- Tunnel of Love (1987)
- Chimes of Freedom (1988)
- Greatest Hits (1995)
- Blood Brothers (1996)
- Tracks (1998)
- 18 Tracks (1999)
- Live in New York City (2001)
- The Rising (2002)
- The Essential Bruce Springsteen (2003)
- Hammersmith Odeon London '75 (2006)
- Magic (2007)
- The Promise (2010) (Postumo)
- High Hopes (2014) (Postumo)

## Discografia con altri
- Garland Jeffreys: Escape artist (1981)
- Garland Jeffreys: I'm alive (2006)
- Garland Jeffreys: True confessions: the epic sessions (2014)
- Stormin'Norman: Asbury park then and now (2008)
- Peter Kelley: Path of the wave (2008)
- Joe D'Urso & Stone Caravan: Best 1991 -2003
- Bob Ackerman: A la mode (2001)
- Graham Parker: The up escalator (1980)
- Graham Parker: Passion is no ordinary word the anthology 1976 – 1991 (1993)
- Graham Parker: No holding back (1996)
- Graham Parker: Ultimate collection (2001)
- Kevin Gordon: Cadillac jack's 1 son (1998)
- Evan Johns & his h bombs: Evan johns & his h bombs (1986)
- Evan Johns & his h bombs: Bombs away (1989)
- Evan Johns & his h bombs: Love is murder (1997)
- Brother: Exit from screechville (1995)
- Mark Lindsay: Video dreams (1996)
- Joe Esposito: Treated & released (1996)
- Bo Deans: Blend (1996)
- Armand St. Martin: Alligator ball (1996)
- Carla Olson: Wave of the hand the best of Carla Olson (1995)
- USA for Africa: We are the world (1985)
- Little Steven & the disciplines of soul: Men Without Women (1982)
- Gary U.S. Bonds: Dedication (1981)
- Gary U.S. Bonds: On the line (1982)
- Joan Armatrading: Me myself (1980)
- Vari: Halloween A Go-Go
- Vari: No nukes (1980)
- Vari: Folkways a vision shared a tribute to woody Guthrie & leadbelly (1988)
- Vari: Home alone 2 lost in new York (1992)
- Vari: The concert for the rock and roll hall of fame (1996)
- Vari: Dead man walking music from and ispired by the motion picture (1996)
- Vari: One step up/two steps back: the songs of Bruce Springsteen (1997)
- Vari: Pop music the modern era 1976 – 1999 (1999)
- Vari: Rock: The train kept a rollin (1999)